# Camp Nathan Smith

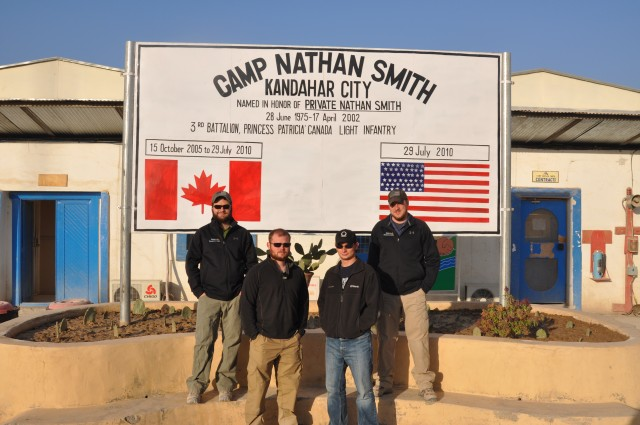
Panneau à l'entrée du camp Nathan Smith.

Le camp Nathan Smith est une base militaire des forces canadiennes située à une quinzaine de kilomètres de la ville de Kandahar en Afghanistan.

## Historique
Le nom de Nathan Smith a été donné au camp par le ministre de la défense Bill Graham le 13 octobre 2005, au cours d’une cérémonie en l'honneur du soldat Nathan Smith, premier soldat canadien mort en Afghanistan. Nathan Smith, membre du troisième bataillon du Princess Patricia's Canadian Light Infantry a été tué par un tir ami le 17 avril 2002, lorsque des avions américains ont bombardé sa position par erreur.

## Localisation et mission
Le camp Nathan Smith, situé à une quinzaine de kilomètres à l’est de Kandahar, a été aménagé dans les restes d’une ancienne usine de conserves soviétique. Il abrite les membres de l'équipe provinciale de reconstruction.